# Persone di nome Harry
| Questa pagina contiene informazioni ricavate automaticamente dalle voci biografiche con l'ausilio del template Bio e di un bot. L'aggiornamento è periodico e automatico e ricostruisce completamente la pagina. Se manca una persona in questa lista, sei pregato di non aggiungerla, ma accertati piuttosto che la sua voce biografica contenga il template Bio e che i dati anagrafici siano correttamente compilati. Se il template Bio manca, inseriscilo tu stesso o, in alternativa, metti l'avviso {{tmp\|Bio}} che ne segnala la mancanza. Se i dati riportati sono sbagliati, correggi direttamente la voce biografica; le modifiche saranno visibili in questa lista entro pochi giorni. Per chiarimenti vedi il progetto antroponimi. La lista contiene solo le 418 persone che sono citate nell'enciclopedia e per le quali è stato implementato correttamente il template Bio. Pagina aggiornata al 16 ott 2024. |

Questa è una lista di persone presenti nell'enciclopedia che hanno il prenome Harry, suddivise per attività principale.

## Allenatori di calcio(11)
- Harry Bagge, allenatore di calcio e calciatore inglese (Tottenham, n. 1896 - † 1967)
- Harry Bradshaw, allenatore di calcio britannico (Burnley, n. 1853 - Wandsworth, † 1924)
- Harry Brophy, allenatore di calcio e calciatore inglese (Leicester, n. 1916 - Bedford, † 1996)
- Keith Burkinshaw, allenatore di calcio e ex calciatore inglese (Higham, n. 1935)
- Harry Catterick, allenatore di calcio e calciatore inglese (Darlington, n. 1919 - Liverpool, † 1985)
- Harry Haslam, allenatore di calcio e calciatore inglese (n. 1921 - † 1986)
- Harry Hestad, allenatore di calcio e ex calciatore norvegese (Molde, n. 1944)
- Harry Keough, allenatore di calcio e calciatore statunitense (Saint Louis, n. 1927 - † 2012)
- Harry Lowe, allenatore di calcio e calciatore inglese (Whitwell, n. 1886 - † 1958)
- Harry Obeney, allenatore di calcio e ex calciatore inglese (Bethnal Green, n. 1938)
- Harry Thompson, allenatore di calcio e calciatore inglese (Mansfield, n. 1915 - † 2000)

## Altisti(1)
- Harry Porter, altista statunitense (Bridgeport, n. 1882 - † 1965)

## Ammiragli(3)
- Harry Hill, ammiraglio statunitense (Oakland, n. 1890 - Annapolis, † 1971)
- Harry Rawson, ammiraglio inglese (Walton, n. 1843 - Londra, † 1910)
- Harry Yarnell, ammiraglio statunitense (Independence, n. 1875 - Newport, † 1959)

## Animatori(1)
- Harry Reeves, animatore e sceneggiatore statunitense (n. 1906 - † 1971)

## Antropologi(1)
- Harry Hoijer, antropologo e linguista statunitense (n. 1904 - † 1976)

## Architetti(1)
- Harry Weese, architetto statunitense (Evanston, n. 1915 - Chicago, † 1998)

## Artisti(1)
- Harry Redmond Jr., artista e effettista statunitense (Brooklyn, n. 1909 - Los Angeles, † 2011)

## Assassini seriali(1)
- Harry Powers, serial killer olandese (Reiderland, n. 1893 - Moundsville, † 1932)

## Assiriologi(1)
- Harry A. Hoffner, assiriologo statunitense (Jacksonville, n. 1934 - Hilton Head Island, † 2015)

## Astisti(1)
- Harry Coppell, astista britannico (n. 1996)

## Astronomi(1)
- Harry Edwin Wood, astronomo sudafricano (Manchester, n. 1881 - † 1946)

## Attivisti(1)
- Harry Wu, attivista cinese (Shanghai, n. 1937 - Honduras, † 2016)

## Aviatori(2)
- Harry King Goode, aviatore britannico (Handsworth, n. 1891 - Carnlough, † 1942)
- Harry George Ernest Luchford, aviatore e militare britannico (Lucknow, n. 1894 - Zonnebeke, † 1917)

## Baritoni(1)
- Harry Plunket Greene, baritono irlandese (Dublino, n. 1865 - Londra, † 1936)

## Batteristi(1)
- Harry James, batterista britannico (Beckenham, n. 1960)

## Bobbisti(1)
- Harry Warburton, bobbista svizzero (n. 1925 - Zurigo, † 2005)

## Botanici(1)
- Harry Delbert Thiers, botanico e micologo statunitense (Fort McKavett, n. 1919 - Ohio, † 2000)

## Canottieri(4)
- Harry DeBaecke, canottiere statunitense (Filadelfia, n. 1879 - Filadelfia, † 1961)
- Harry Larsen, canottiere danese (n. 1915 - Copenaghen, † 1974)
- Harry Leask, canottiere britannico (Edimburgo, n. 1995)
- Harry Lott, canottiere statunitense (Filadelfia, n. 1880 - Lake Worth, † 1949)

## Cantanti(1)
- Bing Crosby, cantante, attore e comico statunitense (Tacoma, n. 1903 - Madrid, † 1977)

## Cantautori(5)
- Harry Akst, cantautore statunitense (New York, n. 1894 - Hollywood, † 1963)
- Harry Chapin, cantautore statunitense (New York, n. 1942 - New York, † 1981)
- Harry Hudson, cantautore statunitense (Englewood, n. 1993)
- Harry Nilsson, cantautore e musicista statunitense (New York, n. 1941 - Agoura Hills, † 1994)
- Harry Styles, cantautore e attore inglese (Redditch, n. 1994)

## Cavalieri(2)
- Harry Boldt, cavaliere tedesco (Černjachovsk, n. 1930)
- Harry Chamberlin, cavaliere statunitense (n. 1887 - † 1944)

## Cestisti(20)
- Harry Barnes, ex cestista statunitense (Boston, n. 1945)
- Harry Boland, cestista e dirigente sportivo irlandese (Dublino, n. 1925 - Dublino, † 2013)
- Harry Boykoff, cestista statunitense (Brooklyn, n. 1922 - Santa Monica, † 2001)
- Harry Davis, ex cestista statunitense (Cleveland, n. 1956)
- Harry Dinnel, cestista e allenatore di pallacanestro statunitense (Venice, n. 1940 - † 2017)
- Harry Fisher, cestista, giocatore di baseball e allenatore di pallacanestro statunitense (New York, n. 1882 - New York, † 1967)
- Harry Gallatin, cestista e allenatore di pallacanestro statunitense (Roxana, n. 1927 - Edwardsville, † 2015)
- Harry Giles, cestista statunitense (Winston-Salem, n. 1998)
- Bud Grant, cestista, giocatore di football americano e allenatore di football americano statunitense (Superior, n. 1927 - Bloomington, † 2023)
- Buddy Jeannette, cestista, allenatore di pallacanestro e dirigente sportivo statunitense (New Kensington, n. 1917 - Nashua, † 1998)
- Butch Joyner, ex cestista statunitense (New Castle, n. 1945)
- Harry Kip, ex cestista olandese (n. 1948)
- Harry Laurie, ex cestista statunitense (n. 1944)
- Harry Miller, cestista statunitense (Brooklyn, n. 1923 - Latrobe, † 2007)
- Harry Rogers, ex cestista statunitense (St. Louis, n. 1950)
- Swede Roos, cestista e allenatore di pallacanestro statunitense (Chicago, n. 1913 - Troutdale, † 1979)
- Harry Sorensen, cestista statunitense (Hardy, n. 1914 - Quincy, † 1991)
- Harry Wade, cestista canadese (Windsor, n. 1928 - Tillsonburg, † 2016)
- Harry Weston, cestista britannico (Birmingham, n. 1928 - Cradley Heath, † 2008)
- Harry Zeller, cestista statunitense (New Kensington, n. 1919 - Pittsburgh, † 2004)

## Chimici(2)
- Harry Julius Emeléus, chimico britannico (Londra, n. 1903 - Cambridge, † 1993)
- Harry B. Gray, chimico statunitense (Woodburn, n. 1935)

## Chitarristi(2)
- Harry Cody, chitarrista svedese (n. 1962)
- Harry Vanda, chitarrista, produttore discografico e paroliere olandese (Voorburg, n. 1946)

## Ciclisti su strada(2)
- Harry Saager, ciclista su strada e pistard tedesco (Bad Reichenhall, n. 1911 - † 1999)
- Harry Tanfield, ciclista su strada e pistard britannico (Great Ayton, n. 1994)

## Comici(1)
- Little Tich, comico inglese (Cudham, n. 1868 - Londra, † 1928)

## Compositori(9)
- Harry Betts, compositore e trombonista statunitense (New York, n. 1922 - † 2012)
- Harry Manfredini, compositore statunitense (Chicago, n. 1943)
- Harry Owens, compositore statunitense (O'Neill, n. 1902 - Eugene, † 1986)
- Harry Partch, compositore statunitense (Oakland, n. 1901 - San Diego, † 1974)
- Harry Ruby, compositore statunitense (New York, n. 1895 - Woodland Hills, † 1974)
- Harry Sukman, compositore statunitense (Chicago, n. 1912 - Palm Springs, † 1984)
- Harry Tierney, compositore statunitense (Perth Amboy, n. 1890 - New York, † 1965)
- Harry Warren, compositore e paroliere statunitense (New York, n. 1893 - Los Angeles, † 1981)
- Harry Williams, compositore, regista e attore statunitense (Faribault, n. 1879 - Oakland, † 1922)

## Compositori di scacchi(1)
- Harry Fougiaxis, compositore di scacchi greco (Atene, n. 1966)

## Crickettisti(1)
- Harry Corner, crickettista britannico (Taunton, n. 1874 - Radyr, † 1938)

## Criminali(2)
- Sundance Kid, criminale statunitense (Mont Clare, n. 1867 - San Vicente, † 1908)
- Harry Kendall Thaw, criminale statunitense (Allegheny City, n. 1871 - Miami, † 1947)

## Danzatori(2)
- Harry Feist, ballerino e attore austriaco (Salisburgo, n. 1903 - Capri, † 1963)
- Harry Shum Jr., ballerino e attore costaricano (Limón, n. 1982)

## Direttori d'orchestra(2)
- Harry Bicket, direttore d'orchestra, clavicembalista e organista britannico (Liverpool, n. 1961)
- Harry Revel, direttore d'orchestra e compositore statunitense (Londra, n. 1905 - New York, † 1958)

## Direttori della fotografia(3)
- Harry Neumann, direttore della fotografia statunitense (Chicago, n. 1891 - Chicago, † 1971)
- Harry Stradling Jr., direttore della fotografia statunitense (New York, n. 1925 - Los Angeles, † 2017)
- Harry Stradling Sr., direttore della fotografia statunitense (Newark, n. 1901 - Los Angeles, † 1970)

## Disc jockey(2)
- Baauer, disc jockey e produttore discografico statunitense (West Philadelphia, n. 1989)
- Harry Romero, disc jockey statunitense

## Disegnatori(1)
- Harry Beck, disegnatore britannico (Londra, n. 1902 - Southampton, † 1974)

## Economisti(2)
- Harry Markowitz, economista statunitense (Chicago, n. 1927 - San Diego, † 2023)
- Harry Dexter White, economista statunitense (Boston, n. 1892 - Fitzwilliam, † 1948)

## Egittologi(1)
- Harry Burton, egittologo e fotografo britannico (Lincolnshire, n. 1879 - † 1940)

## Esperantisti(1)
- Harry William Holmes, esperantista britannico (Londra, n. 1896 - Londra, † 1986)

## Esploratori(2)
- Harry McNish, esploratore scozzese (Glasgow, n. 1874 - Wellington, † 1930)
- Harry de Windt, esploratore e scrittore britannico (Parigi, n. 1856 - Bournemouth, † 1933)

## Filosofi(1)
- Harry Frankfurt, filosofo statunitense (Langhorne, n. 1929 - Santa Monica, † 2023)

## Fisici(5)
- Harry Boot, fisico inglese (Birmingham, n. 1917 - † 1983)
- Harry Lehmann, fisico tedesco (Güstrow, n. 1924 - Amburgo, † 1998)
- Harry Nyquist, fisico svedese (Nilsby, n. 1889 - Harlingen, † 1976)
- H. Eugene Stanley, fisico statunitense (Oklahoma City, n. 1941)
- Harry Swinney, fisico statunitense (Opelousas, n. 1939)

## Fotografi(4)
- Harry Benson, fotografo scozzese (Glasgow, n. 1929)
- Harry Buckwalter, fotografo, regista e produttore cinematografico statunitense (n. 1867 - † 1930)
- Harry Callahan, fotografo statunitense (Detroit, n. 1912 - Atlanta, † 1999)
- Harry Gruyaert, fotografo belga (Anversa, n. 1941)

## Fumettisti(1)
- Bud Fisher, fumettista statunitense (n. 1885 - † 1954)

## Funzionari(1)
- Harry Jacob Anslinger, funzionario e diplomatico statunitense (Altoona, n. 1892 - Altoona, † 1975)

## Generali(2)
- Harry Hoppe, generale tedesco (Braunschweig, n. 1894 - Wetzlar, † 1969)
- Harry Schmidt, generale statunitense (Holdrege, n. 1886 - † 1968)

## Geologi(2)
- Harry Hammond Hess, geologo e ammiraglio statunitense (New York, n. 1906 - Woods Hole, † 1969)
- Harry Fielding Reid, geologo statunitense (Baltimora, n. 1859 - † 1944)

## Ginnasti(4)
- Harry Hansen, ginnasta e multiplista statunitense
- Harry Holm, ginnasta danese (n. 1902 - † 1987)
- Harry Prinzler, ginnasta e multiplista statunitense (Indianapolis, n. 1883 - Indianapolis, † 1952)
- Harry Warnken, ginnasta e multiplista statunitense (Davenport, n. 1884 - † 1951)

## Giocatori di baseball(2)
- Harry Heilmann, giocatore di baseball statunitense (San Francisco, n. 1894 - Southfield, † 1951)
- Harry Hooper, giocatore di baseball statunitense (Bell Station, n. 1887 - Santa Cruz, † 1974)

## Giocatori di football americano(4)
- Harry Babcock, giocatore di football americano statunitense (West Nyack, n. 1930 - † 1996)
- Harry Douglas, giocatore di football americano statunitense (Tampa, n. 1984)
- Harry Gilmer, giocatore di football americano statunitense (Birmingham, n. 1926 - † 2016)
- Chuck Muncie, giocatore di football americano statunitense (Uniontown, n. 1953 - Perris, † 2013)

## Giocatori di football australiano(1)
- Harry Curtis, giocatore di football australiano e dirigente sportivo australiano (Carlton, n. 1892 - South Melbourne, † 1978)

## Giocatori di snooker(1)
- Harry Stevenson, giocatore di snooker inglese (Kingston upon Hull, n. 1874 - † 1944)

## Gioiellieri(1)
- Harry Winston, gioielliere statunitense (New York, n. 1896 - New York, † 1978)

## Giornalisti(3)
- Harry Bloom, giornalista, romanziere e attivista sudafricano (Johannesburg, n. 1913 - Canterbury, † 1981)
- Harry Burton, giornalista e fotografo australiano (Brisbane, n. 1968 - Sarobi, † 2001)
- Harry Frantz, giornalista statunitense (Cerro Gordo, n. 1891 - Ithaca, † 1982)

## Golfisti(1)
- Harry Vardon, golfista inglese (Grouville, n. 1870 - Londra, † 1937)

## Illusionisti(1)
- Harry Kahne, illusionista statunitense (Rhode Island, n. 1894 - Los Angeles, † 1955)

## Imprenditori(8)
- Harry Bracci Torsi, imprenditore italiano († 1979)
- Harry Culver, imprenditore statunitense (Milford, n. 1880 - Hollywood, † 1946)
- Harry Elkins Widener, imprenditore statunitense (Filadelfia, n. 1885 - Oceano Atlantico, † 1912)
- Harry F. Sinclair, imprenditore e filantropo statunitense (Benwood, n. 1876 - Pasadena, † 1956)
- Harry David Lee, imprenditore statunitense (Randholph, n. 1849 - San Antonio, † 1928)
- Harry Gordon Selfridge, imprenditore statunitense (Ripon, n. 1858 - Londra, † 1947)
- Harry M. Stevens, imprenditore statunitense (Londra, n. 1855 - Fort Collins, † 1934)
- Harry Payne Whitney, imprenditore statunitense (New York, n. 1872 - Portland, † 1930)

## Ingegneri(3)
- Harry Dunlop, ingegnere britannico (Belfast, n. 1876 - Belfast, † 1931)
- Harry Traver, ingegnere statunitense (Gardner, n. 1877 - New Rochelle, † 1961)
- Harry Ricardo, ingegnere britannico (Londra, n. 1885 - † 1974)

## Inventori(1)
- Harry Brearley, inventore britannico (Sheffield, n. 1871 - Torquay, † 1948)

## Judoka(1)
- Harry Van Barneveld, ex judoka belga (n. 1967)

## Lottatori(1)
- Harry Steel, lottatore statunitense (East Sparta, n. 1899 - London, † 1971)

## Magistrati(1)
- Harry Blackmun, giudice statunitense (Nashville, n. 1908 - Arlington, † 1999)

## Matematici(3)
- Harry Bateman, matematico inglese (Manchester, n. 1882 - Pasadena, † 1946)
- Harry Kesten, matematico statunitense (Germania, n. 1931 - Ithaca, † 2019)
- Harry Vandiver, matematico statunitense (Filadelfia, n. 1882 - Austin, † 1973)

## Medici(2)
- Harry Klinefelter, medico statunitense (Baltimora, n. 1912 - † 1990)
- Harry M. Rose, medico e microbiologo statunitense (Ohio, n. 1906 - New Hampshire, † 1986)

## Mezzofondisti(1)
- Harri Larva, mezzofondista finlandese (Turku, n. 1906 - Turku, † 1980)

## Militari(3)
- Harry Pennell, militare e esploratore britannico (n. 1882 - mare del Nord, † 1916)
- Harry Villegas, militare cubano (Yara, n. 1940 - L'Avana, † 2019)
- Harry Yount, militare e esploratore statunitense (Contea di Susquehanna, n. 1839 - Wheatland, † 1924)

## Montatori(2)
- Harry Gerstad, montatore statunitense (Chicago, n. 1909 - Palm Springs, † 2002)
- Harry Reynolds, montatore statunitense (Fresno, n. 1901 - Hollywood, † 1971)

## Musicisti(3)
- Harry Wayne Casey, musicista, cantante e produttore discografico statunitense (Opa-locka, n. 1951)
- Harry Gregson-Williams, musicista e compositore britannico (Sussex, n. 1961)
- Harry Judd, musicista, ballerino e scrittore britannico (Chelmsford, n. 1985)

## Navigatori(1)
- Harry Dickason, marinaio e esploratore britannico (Clifton, n. 1884 - Londra, † 1943)

## Nobili(4)
- Harry Chichester, II barone Templemore, nobile irlandese (n. 1821 - † 1906)
- Harry Grey, III conte di Stamford, nobile britannico (n. 1685 - † 1739)
- Harry Grey, IV conte di Stamford, nobile britannico (Enville Hall, n. 1715 - Enville Hall, † 1768)
- Harry Grey, VIII conte di Stamford, nobile britannico (n. 1812 - † 1890)

## Nuotatori(2)
- Henry Hay, nuotatore australiano (Maitland, n. 1893 - Manly, † 1952)
- Harry Hebner, nuotatore e pallanuotista statunitense (Chicago, n. 1891 - Michigan City, † 1968)

## Ornitologi(1)
- Harry Forbes Witherby, ornitologo e scrittore britannico (Croydon, n. 1873 - Chobham, † 1943)

## Ostacolisti(1)
- Harry Hillman, ostacolista e velocista statunitense (Brooklyn, n. 1881 - Hanover, † 1945)

## Paleontologi(2)
- Harry Blackmore Whittington, paleontologo e docente britannico (Birmingham, n. 1916 - Cambridge, † 2010)
- Harry Seeley, paleontologo britannico (Londra, n. 1839 - Kensington, † 1909)

## Pallanuotisti(3)
- Harry Bisbey, pallanuotista statunitense (Santa Monica, n. 1931 - Los Angeles, † 1992)
- Harry Daniels, pallanuotista statunitense (Boston, n. 1900 - Chicago, † 1965)
- Harry Lamme, pallanuotista olandese (Naarden, n. 1935 - Blaricum, † 2019)

## Parapsicologi(1)
- Harry Price, parapsicologo britannico (Londra, n. 1881 - Pulborough, † 1948)

## Patologi(1)
- Harry Eagle, patologo statunitense (New York, n. 1905 - † 1992)

## Pesisti(1)
- Harry Liversedge, pesista e generale statunitense (Volcano, n. 1894 - Bethesda, † 1951)

## Pianisti(1)
- Harry Gibson, pianista e cantautore statunitense (Bronx, n. 1915 - Brawley, † 1991)

## Piloti automobilistici(3)
- Harry Blanchard, pilota automobilistico statunitense (Burlington, n. 1929 - Buenos Aires, † 1960)
- Harry Merkel, pilota automobilistico tedesco (Taucha, n. 1918 - Killarney Vale, † 1995)
- Harry Tincknell, pilota automobilistico britannico (Exeter, n. 1991)

## Piloti di rally(1)
- Harry Källström, pilota di rally svedese (Södertälje, n. 1939 - Strömsund, † 2009)

## Piloti motociclistici(1)
- Harry Everts, pilota motociclistico belga (Neerdeteren, n. 1952)

## Pistard(2)
- Harry Elkes, pistard statunitense (Port Henry, n. 1878 - Boston, † 1903)
- Harry Ryan, pistard britannico (St Pancras, n. 1893 - Ealing, † 1961)

## Pittori(2)
- Harry Heusser, pittore e grafico austriaco (Pola, n. 1886 - Ginevra, † 1943)
- Harry Lachman, pittore, scenografo e regista statunitense (LaSalle, n. 1886 - Los Angeles, † 1975)

## Poeti(4)
- Harry Crosby, poeta e editore statunitense (Boston, n. 1898 - New York, † 1929)
- Harry Fainlight, poeta statunitense (New York, n. 1935 - Galles, † 1982)
- Harry C. Schnur, poeta, traduttore e filologo classico tedesco (Berlino, n. 1907 - Hong Kong, † 1979)
- Harry Smart, poeta britannico (Yorkshire, n. 1956)

## Politici(12)
- Harry Flood Byrd, politico statunitense (Martinsburg, n. 1887 - New York, † 1966)
- Harry F. Byrd Jr., politico e militare statunitense (Winchester, n. 1914 - Winchester, † 2013)
- Harry Micajah Daugherty, politico statunitense (Washington Court House, n. 1860 - Columbus, † 1941)
- Harry Gwala, politico e insegnante sudafricano (New Hanover, n. 1920 - † 1995)
- Harry Robbins Haldeman, politico e imprenditore statunitense (Los Angeles, n. 1926 - Santa Barbara, † 1993)
- Harry Hopkins, politico statunitense (Sioux City, n. 1890 - New York, † 1946)
- Harry Johnston, politico statunitense (West Palm Beach, n. 1931 - West Palm Beach, † 2021)
- Harry Powlett, IV duca di Bolton, politico inglese (Londra, n. 1691 - Basing, † 1759)
- Harry Reid, politico statunitense (Searchlight, n. 1939 - Henderson, † 2021)
- Harry K. Thomas Jr., politico e diplomatico statunitense (New York, n. 1956)
- Harry S. Truman, politico e militare statunitense (Lamar, n. 1884 - Kansas City, † 1972)
- Harry Hines Woodring, politico statunitense (Elk City, n. 1890 - Topeka, † 1967)

## Presbiteri(1)
- Harry Entwistle, presbitero e vescovo anglicano britannico (Chorley, n. 1940)

## Produttori cinematografici(4)
- Harry E. Aitken, produttore cinematografico statunitense (Waukesha, n. 1877 - Chicago, † 1956)
- Harry Cohn, produttore cinematografico statunitense (New York, n. 1891 - Phoenix, † 1958)
- Harry Rapf, produttore cinematografico statunitense (New York, n. 1880 - Los Angeles, † 1949)
- Harry Saltzman, produttore cinematografico canadese (Sherbrooke, n. 1915 - Parigi, † 1994)

## Produttori discografici(1)
- Walter Legge, produttore discografico britannico (Shepherd's Bush, n. 1906 - Saint-Jean-Cap-Ferrat, † 1979)

## Produttori televisivi(1)
- Harry Ackerman, produttore televisivo statunitense (Albany, n. 1912 - Burbank, † 1991)

## Progettisti(1)
- Harry John Lawson, progettista e imprenditore britannico (n. 1852 - Harrow, † 1925)

## Psicologi(1)
- Harry Harlow, psicologo statunitense (Fairfield, n. 1905 - Tucson, † 1981)

## Pugili(6)
- Harry Lewis, pugile statunitense (New York, n. 1886 - † 1956)
- Harry Harris, pugile statunitense (Chicago, n. 1880 - † 1958)
- Harry Isaacs, pugile sudafricano (Johannesburg, n. 1908 - Johannesburg, † 1961)
- Harry Siljander, pugile finlandese (Helsinki, n. 1922 - Espoo, † 2010)
- Harry Tañamor, ex pugile filippino (Zamboanga, n. 1977)
- Harry Wills, pugile statunitense (New Orleans, n. 1889 - † 1958)

## Rapper(1)
- Masked Wolf, rapper australiano (Sydney, n. 1991)

## Registi(19)
- Harry d'Abbadie d'Arrast, regista e sceneggiatore francese (Buenos Aires, n. 1897 - Monaco, † 1968)
- Harry Bradbeer, regista e produttore televisivo britannico
- Harry L. Fraser, regista statunitense (San Francisco, n. 1889 - Pomona, † 1974)
- Harry Garson, regista e produttore cinematografico statunitense (Rochester, n. 1882 - Los Angeles, † 1938)
- Harry Handworth, regista e attore statunitense (n. 1878 - New York, † 1916)
- Harry Harris, regista televisivo statunitense (Kansas City, n. 1922 - Los Angeles, † 2009)
- Harry Harvey, regista e attore statunitense (New York, n. 1873 - Los Angeles, † 1929)
- Harry Ivarson, regista e sceneggiatore norvegese (Chicago, n. 1892 - † 1967)
- Harry Keller, regista, montatore e produttore cinematografico statunitense (Los Angeles, n. 1913 - Los Angeles, † 1987)
- Harry Kümel, regista, sceneggiatore e direttore della fotografia belga (Anversa, n. 1940)
- Harry Lambart, regista e attore irlandese (Dublino, n. 1876 - Londra, † 1949)
- Harry McRae Webster, regista, sceneggiatore e produttore cinematografico statunitense (New York, n. 1872 - New York, † 1940)
- Harry S. Morgan, regista e produttore cinematografico tedesco (Essen, n. 1945 - Düsseldorf, † 2011)
- Harry Piel, regista, sceneggiatore e attore tedesco (Düsseldorf, n. 1892 - Monaco di Baviera, † 1963)
- Harry Revier, regista, sceneggiatore e produttore cinematografico statunitense (Filadelfia, n. 1889 - Winter Park, † 1957)
- Harry Sinclair, regista, attore e musicista neozelandese (Auckland, n. 1959)
- Harry Solter, regista e attore statunitense (Baltimora, n. 1873 - El Paso, † 1920)
- Harry Thomason, regista, sceneggiatore e produttore cinematografico statunitense (Hampton, n. 1940)
- Harry Watt, regista statunitense (Glasgow, n. 1906 - Amersham, † 1987)

## Rugbisti a 15(2)
- Harry Ellis, ex rugbista a 15 britannico (Leicester, n. 1982)
- Harry Potter, rugbista a 15 inglese (Londra, n. 1997)

## Saltatori con gli sci(1)
- Harry Glaß, saltatore con gli sci tedesco (Klingenthal, n. 1930 - Rodewisch, † 1997)

## Sassofonisti(1)
- Harry Carney, sassofonista e clarinettista statunitense (Boston, n. 1910 - New York, † 1974)

## Scacchisti(2)
- Harry Golombek, scacchista e giornalista britannico (Londra, n. 1911 - Chalfont St. Giles, † 1995)
- Harry Nelson Pillsbury, scacchista statunitense (Somerville, n. 1872 - Filadelfia, † 1906)

## Sceneggiatori(4)
- Harry O. Hoyt, sceneggiatore e regista statunitense (Minneapolis, n. 1885 - Los Angeles, † 1961)
- Harry Alan Towers, sceneggiatore, produttore cinematografico e produttore televisivo britannico (Londra, n. 1920 - Toronto, † 2009)
- Harry Weil, sceneggiatore e attore statunitense (Cincinnati, n. 1878 - Los Angeles, † 1943)
- Harry Wulze, sceneggiatore, regista e attore statunitense (St. Louis, n. 1887 - Contea di Bexar, † 1923)

## Scenografi(2)
- Harry Horner, scenografo e regista austriaco (Holice, n. 1910 - Pacific Palisades, † 1994)
- Harry Oliver, scenografo, comico e artista statunitense (Hastings, n. 1888 - Los Angeles, † 1973)

## Sciatori alpini(1)
- Harry Laidlaw, sciatore alpino australiano (Melbourne, n. 1996)

## Scrittori(7)
- Harry Bernstein, scrittore britannico (Stockport, n. 1910 - New York City, † 2011)
- Harry Harrison, scrittore, glottoteta e esperantista statunitense (Stamford, n. 1925 - Crowborough, † 2012)
- Sinclair Lewis, scrittore e drammaturgo statunitense (Sauk Centre, n. 1885 - Roma, † 1951)
- Harry Martinson, scrittore e poeta svedese (Jämshög, n. 1904 - Stoccolma, † 1978)
- Harry Mulisch, scrittore, poeta e drammaturgo olandese (Haarlem, n. 1927 - Amsterdam, † 2010)
- Harry Thompson, scrittore, produttore televisivo e commediografo inglese (Londra, n. 1960 - † 2005)
- Harry Turtledove, scrittore statunitense (Los Angeles, n. 1949)

## Scrittori di fantascienza(1)
- Hal Clement, scrittore di fantascienza statunitense (Somerville, n. 1922 - Milton, † 2003)

## Scultori(2)
- Harry Bates, scultore britannico (Stevenage, n. 1850 - Londra, † 1899)
- Harry Dodge, scultore e scrittore statunitense (n. 1966)

## Sessuologi(1)
- Harry Benjamin, sessuologo tedesco (Berlino, n. 1885 - San Francisco, † 1986)

## Sociologi(1)
- Harry Edwards, sociologo e attivista statunitense (East St. Louis, n. 1942)

## Statistici(1)
- Harry Panjer, statistico canadese

## Storici(2)
- Harry Bresslau, storico e diplomatista tedesco (Dannenberg, n. 1848 - Heidelberg, † 1926)
- Harry Sidebottom, storico e scrittore britannico (Cambridge)

## Storici della filosofia(1)
- Harry Austryn Wolfson, storico della filosofia, ebraista e docente statunitense (Astryna, n. 1887 - Cambridge, † 1974)

## Tastieristi(1)
- Harry Thumann, tastierista, produttore discografico e compositore tedesco (Germania, n. 1952 - † 2001)

## Tennisti(1)
- Harry Barlow, tennista britannico (Londra, n. 1860 - Londra, † 1917)

## Tiratori di fune(1)
- Harry Jacobs, tiratore di fune statunitense

## Trombettisti(3)
- Harry Edison, trombettista statunitense (Columbus, n. 1915 - Columbus, † 1999)
- Harry Glantz, trombettista ucraino (Ucraina, n. 1896 - Bay Harbor Islands, † 1982)
- Harry James, trombettista statunitense (Albany, n. 1916 - Las Vegas, † 1983)

## Velisti(2)
- Harry Jefferson, velista britannico (Mumbai, n. 1849 - Alcombe, † 1918)
- Harry Rosenswärd, velista svedese (n. 1882 - † 1955)

## Velocisti(6)
- Harry Aikines-Aryeetey, velocista britannico (Londra, n. 1988)
- Harry Edward, velocista britannico (Berlino, n. 1898 - Augusta, † 1973)
- Harry Lee, velocista statunitense (Waterloo, n. 1877 - Los Angeles, † 1937)
- Butch Reynolds, ex velocista statunitense (Akron, n. 1964)
- Harry Storz, velocista e lunghista tedesco (Halle, n. 1904 - Amburgo, † 1982)
- Harry Voigt, velocista tedesco (Berlino, n. 1913 - Barver, † 1986)

## Wrestler(2)
- Mr. Fuji, wrestler e attore statunitense (Honolulu, n. 1934 - Clarksville, † 2016)
- David Hart Smith, wrestler canadese (Calgary, n. 1985)